# Mongolie aux Jeux olympiques d'hiver de 1964
La Mongolie participe aux Jeux olympiques d'hiver de 1964 à Innsbruck en Autriche du 29 janvier au 9 février 1964. Il s'agit de sa 2e participation à des Jeux olympiques d'hiver.
Elle était représentée par treize athlètes.